# Paul Batiment
Paul Batiment (Strasbourg, 7 octobre 1920 - Mort pour la France à Baccarat le 1er novembre 1944) est un militaire français, Compagnon de la Libération.

## Biographie
Né le 7 octobre 1920 à Strasbourg, Paul Batiment est en classe préparatoire pour intégrer l'École spéciale militaire de Saint-Cyr au moment où la Seconde Guerre mondiale éclate. Lorsque l'Alsace est annexée par le 3e Reich à la suite de l'armistice du 22 juin 1940, il refuse d'y retourner et se replie vers Saint-Jean-de-Luz où le 21 juin 1940 il embarque à bord du Batory, un bateau polonais, en direction de l'Angleterre,. Engagé dans les forces françaises libres le 1er juillet 1940, il est d'abord affecté au bataillon de chasseurs de Camberley puis intègre un peloton d'élèves aspirant où il est classé parmi les premiers.
Projeté en Afrique-Équatoriale française en juin 1941, il est basé à Brazzaville puis à Fort-Lamy et devient méhariste avant d'être affecté au Régiment de tirailleurs sénégalais du Tchad. Il s'illustre plus tard lors de la campagne de Tunisie où, le 24 mars 1943, il repousse à la grenade une attaque allemande dirigée contre le groupe de mortiers qu'il commande. Son régiment est ensuite stationné en Libye et en Algérie puis, envoyé au Maroc, il fait partie des unités qui composent la 2e division blindée qui vient d'être créée. Promu lieutenant le 25 juin 1943, il est muté au Régiment de marche du Tchad et débarque en Normandie avec la 2e division le 1er août 1944. Prenant part à la bataille de Normandie, il participe ensuite à la libération de Paris où il se distingue avec sa section en mettant hors de combat un grand nombre d'ennemis et en détruisant plusieurs véhicules. Engagé dans la campagne de Lorraine, il parvient jusqu'à Baccarat où le 1er novembre 1944, à la tête de sa section, il est pris sous un violent tir d'artillerie allemande. Blessé une première fois, il refuse d'être évacué et continue à mener ses hommes au combat. Il est touché une seconde fois et, évacué par ses hommes, il finit par succomber à ses blessures. Il est inhumé à Moyen, à proximité de Baccarat.

## Décorations
|  |  |  |
|  |  |  |

| Chevalier de la Légion d'Honneur[Quand ?] | Chevalier de la Légion d'Honneur[Quand ?] | Compagnon de la Libération                                                | Compagnon de la Libération                                                | Croix de Guerre 1939-1945    | Croix de Guerre 1939-1945    |
| Médaille des blessés de guerre            | Médaille des blessés de guerre            | Médaille coloniale Avec agrafes "AFL", "Fezzan-Tripolitaine" et "Tunisie" | Médaille coloniale Avec agrafes "AFL", "Fezzan-Tripolitaine" et "Tunisie" | Military Cross (Royaume-Uni) | Military Cross (Royaume-Uni) |

## Reconnaissance
Une rue porte son nom à Strasbourg.